# Girolamo Lombardo
Girolamo Lombardo, spesso conosciuto come Girolamo Lombardi, o Girolamo da Ferrara (Ferrara, 1506 – Recanati, 1590), è stato uno scultore italiano.

## Biografia
Nato a Ferrara nel 1506, Girolamo era figlio dell'architetto e scultore Antonio Lombardo, perciò abiatico di Pietro Lombardo originario di Carona, e inoltre era fratello di Ludovico  e di Aurelio, anch'essi scultori.
Girolamo si formò nella bottega paterna a Ferrara per poi trasferirisi successivamente a Venezia per continuare la formazione con Jacopo Sansovino, con il quale, tra il 1532 e il 1540, collaborò nella Libreria Marciana e nella Loggetta del campanile di San Marco a Venezia.
La sua presenza è documentata a Loreto a partire dal 1543, dove già da alcuni anni era attivo il fratello Aurelio e dove venne raggiunto verso il 1550 anche dal terzo fratello, Ludovico.
Verso il 1552 Girolamo si trasferì con i fratelli a Recanati e aprirono una fonderia, dando vita ad un importante polo fondiario dell'Italia centrale, passando la matura tecnica veneta a tutti gli operatori della feconda bottega. La scuola scultorea recanatese proseguì nelle generazioni successive con Tiburzio Vergelli di Camerino, Antonio Calcagni (padre di Michelangelo Calcagni, scultore), Sebastiano Sebastiani, Tarquinio e Pier Paolo Jacometti, Gianbattista Vitali.
I figli Antonio, Pietro e Paolo saranno anche loro validi scultori e fonditori in bronzo.

## Opere
- Idolino di Pesaro, base, 1533, Firenze, Museo archeologico nazionale;
- Sepolcro di Francesco Alberici: busto, (1574), Recanati, Museo diocesano.
- Profeti del rivestimento marmoreo della Santa Casa, 1543, Loreto, Basilica della Santa Casa[1];
- Tabernacolo dell'altar maggiore, 1559-60, Milano, Duomo[1];
- Tabernacolo della Cappella del Sacramento, 1570-71, Fermo, Duomo dell'Assunta[1];
- Porta centrale della Basilica, dal 1590, Loreto, Basilica della Santa Casa[1];
- Statua di papa Gregorio XIII, (1574), Ascoli, eseguita per la città di Ascoli, fu distrutta dai soldati francesi.
- Altare, Cingoli, Collegiata di Sant'Esuperanzio,
- Croce e apostoli, eseguito per il governatore di Loreto (dispersa).
- Annibal Caro: busto
- Pittura su marmo della cappella del san sacramento della Basilica di Loreto (andata perduta)[2]